# 3523 Arina
3523 Arina este un asteroid din centura principală, descoperit pe 3 octombrie 1975 de Liudmila Cernîh.